# Xinying
Xinying, auch Sinying oder Hsinying (chinesisch 新營區 / 新营区, Pinyin Xīnyíng Qū, Tongyong Pinyin Sinyíng Cyu, W.-G. Hsin-ying Chü; taiwanisch: Sin-iâⁿ-khu), ist ein Bezirk der Stadt Tainan im Südwesten Taiwans, Republik China. Er hat knapp 75.000 Einwohner (Juli 2024) und war bis 2010 als eigenständige Stadt Hauptstadt des Landkreises Tainan.

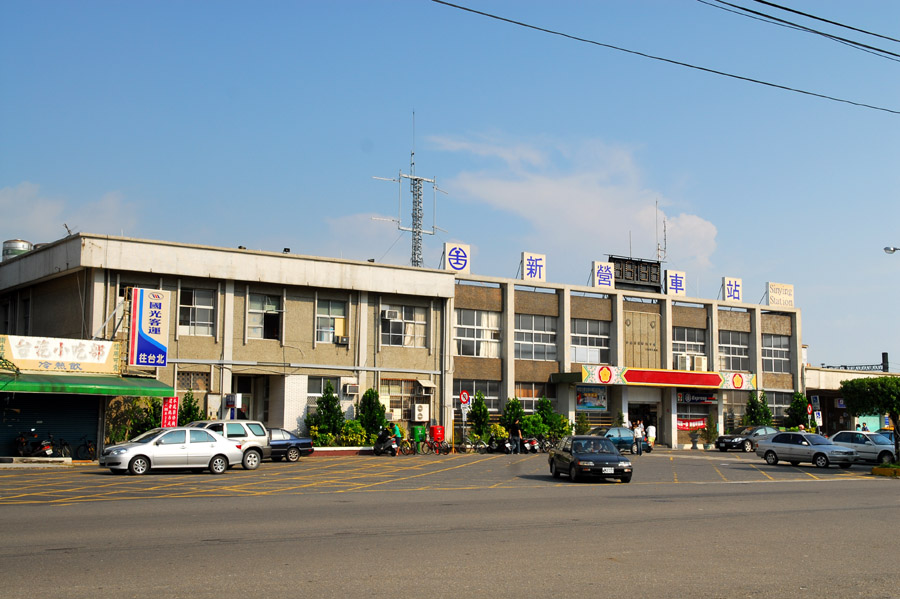
Bahnhof Xinying

## Lage
Xinying liegt im Norden des Stadtgebiets von Tainan im Zentrum der Jianan-Ebene, der größten Ebene Taiwans. Die Kernstadt Tainans befindet sich etwa 40 km südlich, Chiayi 25 km nordöstlich. Die Umgebung von Xinying ist ein traditionelles Zuckeranbaugebiet. Eine Teilstrecke der zum Transport der Zuckerernte angelegten Schmalspurbahnen wird heute touristisch genutzt.
Xinying verfügt einen Bahnhof an der Hauptstrecke der taiwanischen Eisenbahn sowie einen Anschluss an die Autobahn 1, die wichtigste Nord-Süd-Autobahn Taiwans. Die Taiwan High Speed Rail durchquert den Bezirk ohne Halt.

## Geschichte
Xinying (deutsch: „neues Lager“) war im 17. Jahrhundert ein Militärlager von Koxinga, der als Gefolgsmann der Ming-Dynastie die Niederländer aus Taiwan vertrieb. Während der von 1895 bis 1945 dauernden japanischen Herrschaft über die Insel wurde der Ort zum Verwaltungszentrum in der Präfektur Tainan. Nach der Rückgabe Taiwans an die Republik China 1945 wurde Xinying zur Hauptstadt des Landkreises Tainan. 1981 erhielt der Ort den Status einer Großstadt (市, Shì). Am 25. Dezember 2010 wurde der gesamte Landkreis Tainan in die Stadt Tainan eingegliedert, Xinying hat seitdem den Status eines Stadtbezirks.